# Каркси-Нуйа
Ка́ркси-Ну́йа (эст. Karksi-Nuia) (до 1987 года посёлок Ну́йа (эст. Nuia alevik)) — город в южной части Эстонии в волости Мульги уезда Вильяндимаа. Город без муниципального статуса. В 1999 году, ввиду малой численности населения, был объединён с волостью Каркси и до административной реформы местных самоуправлений 2017 года был её административным центром.

## География
Каркси-Нуйа расположен на перекрёстке шоссейных дорог Пярну — Валга и Вильянди — Руиена примерно в 15 км от бывшего (до вступления в Шенген) пограничного пункта Лийли на границе с Латвией, в древней долине реки Халлисте. Высота над уровнем моря — 108 метров.

## Население
По данным переписи населения 2021 года, в Каркси-Нуйа проживали 1457 человек, из них 1404 (96,4 %) — эстонцы.
Численность населения Каркси-Нуйа по данным переписей населения:
| Год  | 2000 | 2011   | 2021   |
| ---- | ---- | ------ | ------ |
| Чел. | 1997 | ↘ 1573 | ↘ 1457 |

## Инфраструктура
В городе работают гимназия, спортивно-музыкальная школа, аптека, народный дом, библиотека, почтовая контора и банковские конторы.

## История
Первое упоминание о Каркси, как о фогтстве, куда входили Каркси, Халлисте, Пайсту и Саардеский кихельконд (приход), датируется 1248 годом. Однако как занимавшееся рукоделием и земледелием поселение оно возникло лишь во второй половине XIX века, примкнув к принадлежавшей мызе Каркус (нем. Schloß Karkus, эст. Karksi mõis) корчме и православной церкви. Были открыты магазины, построили здание общества трезвости «livakivi». В июле и сентябре проводились ставшие традиционными карксиские ярмарки.
Во время нацистской оккупации Эстонии под Каркси-Нуйа работали остарбайтеры из Белоруссии. Они занимались сбором дров для отправки в Данию.
Летом 1979 года в маленьком посёлке Нуйа прошли всесоюзные соревнования на багги всех классов, где были разыграны призы, учреждённые редакцией журнала «Моделист-конструктор». В 1983 году, в окрестностях городка прошёл чемпионат СССР по автокроссу на полноприводных автомобилях УАЗ 469 и ВАЗ «НИВА». Почётным судьёй соревнований был приглашён космонавт Георгий Михайлович Гречко. Соревнования собрали рекордное количество участников со всех республик СССР — 63. В итоге весь подиум заняли гонщики Волжского Автомобильного завода. Победителем стал заводской гонщик ВАЗа, кандидат в мастера спорта Сергей Зараменский, вторым финишировал его товарищ по команде мастер спорта Александр Рублёв и третьим призёром стал заводской гонщик, кандидат в мастера спорта ВАЗа Валерий Гусев.
Статус города Каркси-Нуйа получил в 1993 году.
В городе три кладбища: два лютеранских и одно православное.

## Замок Каркси

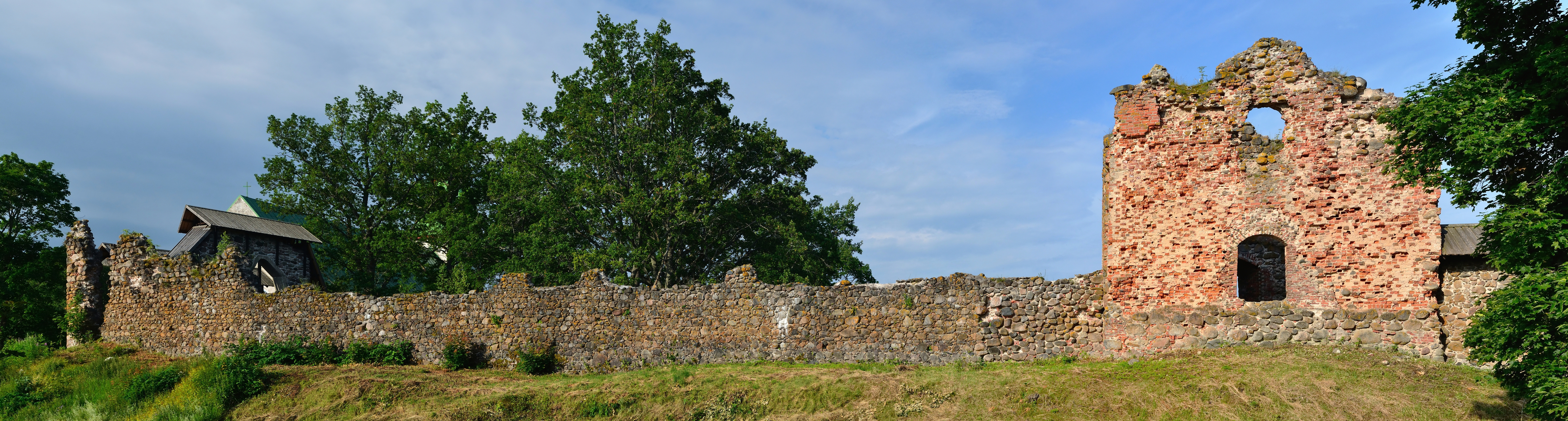
Развалины замка (городища) Каркси

Волость Каркси впервые упоминается в письменных источниках в 1248 году, а строительство замка началось в средние века. Завершение строительства, однако, было отложено, поскольку замок был несколько раз разрушен. Когда замок был окончательно завершён в первой половине XIII века, какое-то время он был важным опорным пунктом Тевтонского ордена в южной Эстонии, а с 1470 года стал резиденцией местного комтура. Во время Великой Северной войны замок был разрушен и больше не перестраивался. До нашего времени сохранилось мало остатков внутреннего замка, который был отделен от внешних построек рвом, но защитные стены и две квадратные башни хорошо сохранились. Замок был построен из камня и кирпича. Cегодня руины замка используются в качестве фона для различных культурных и спортивных событий.
Руины замка (городища) Каркси и ров вокруг него внесены в Государственный регистр памятников культуры Эстонии.

## Другие достопримечательности
В городе сохранилась построенная предположительно в 1770 году часовня в стиле раннего классицизма; построенная в 1778 году лютеранская церковь Святого Петра; шесть объектов мызы Каркси, принадлежавшей Генриху Иоганну фон Ливену (дом управляющего, дом лесника, кузница, конюшня, амбар и парк), и православная церковь Святого Алексия (1876). Все эти объекты внесены в Государственный регистр памятников культуры Эстонии).
В 1991 году был установлен памятник эстонскому писателю Аугусту Кицбергу.
В городе между озёрами Линнавеске и Каркси разбит парк.

## Галерея

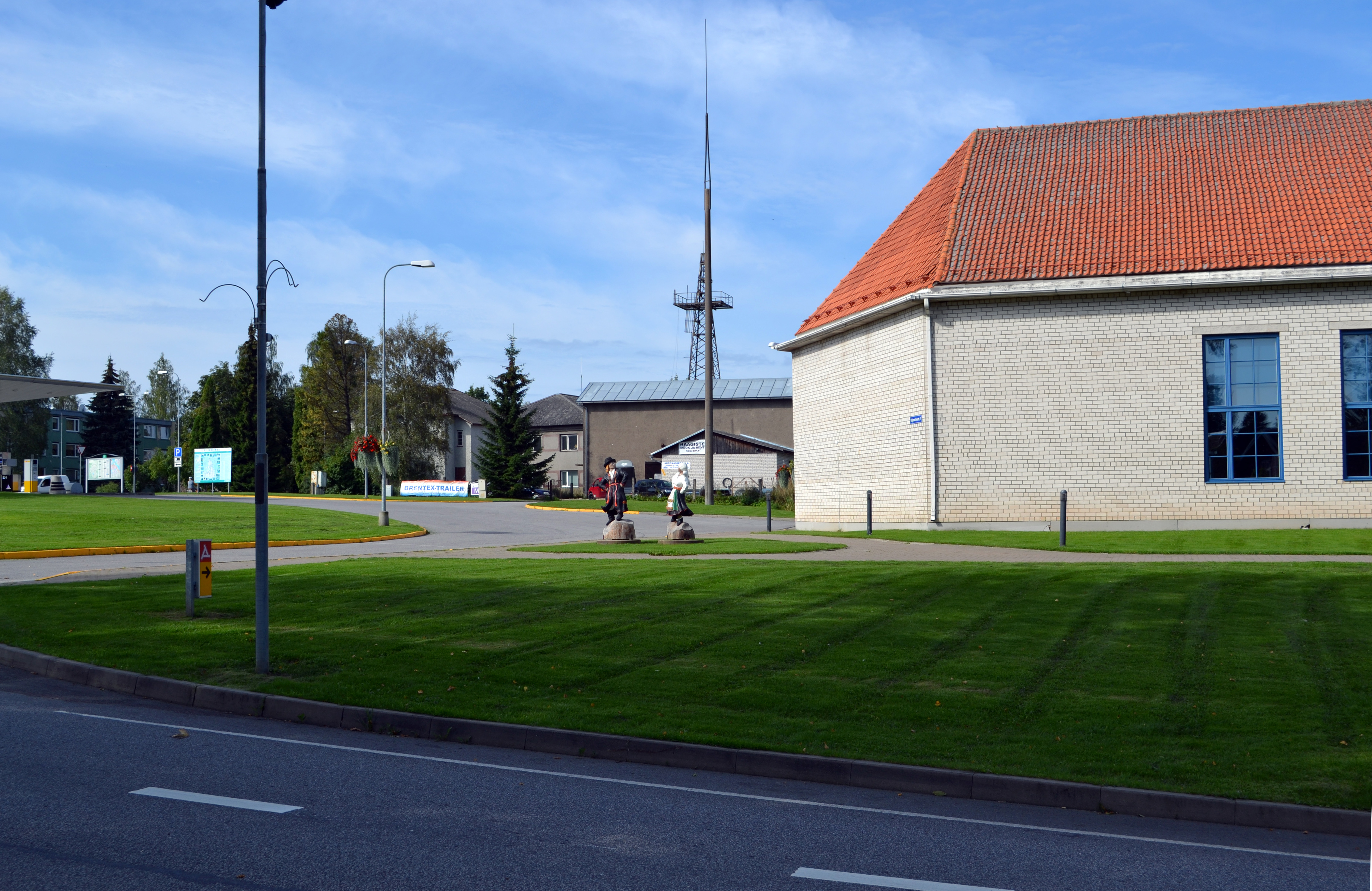
Центр города
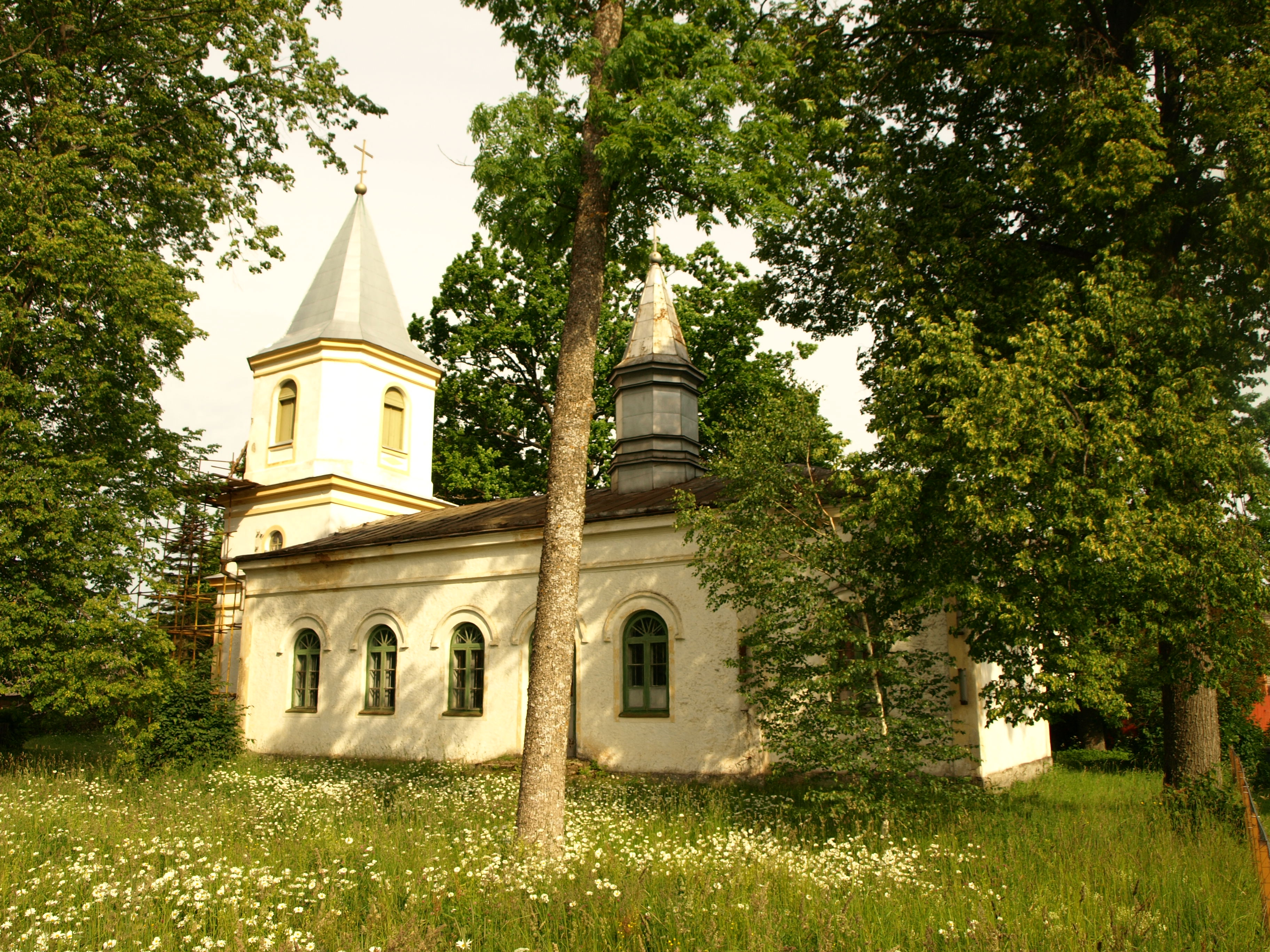
Православная церковь св. Алексия
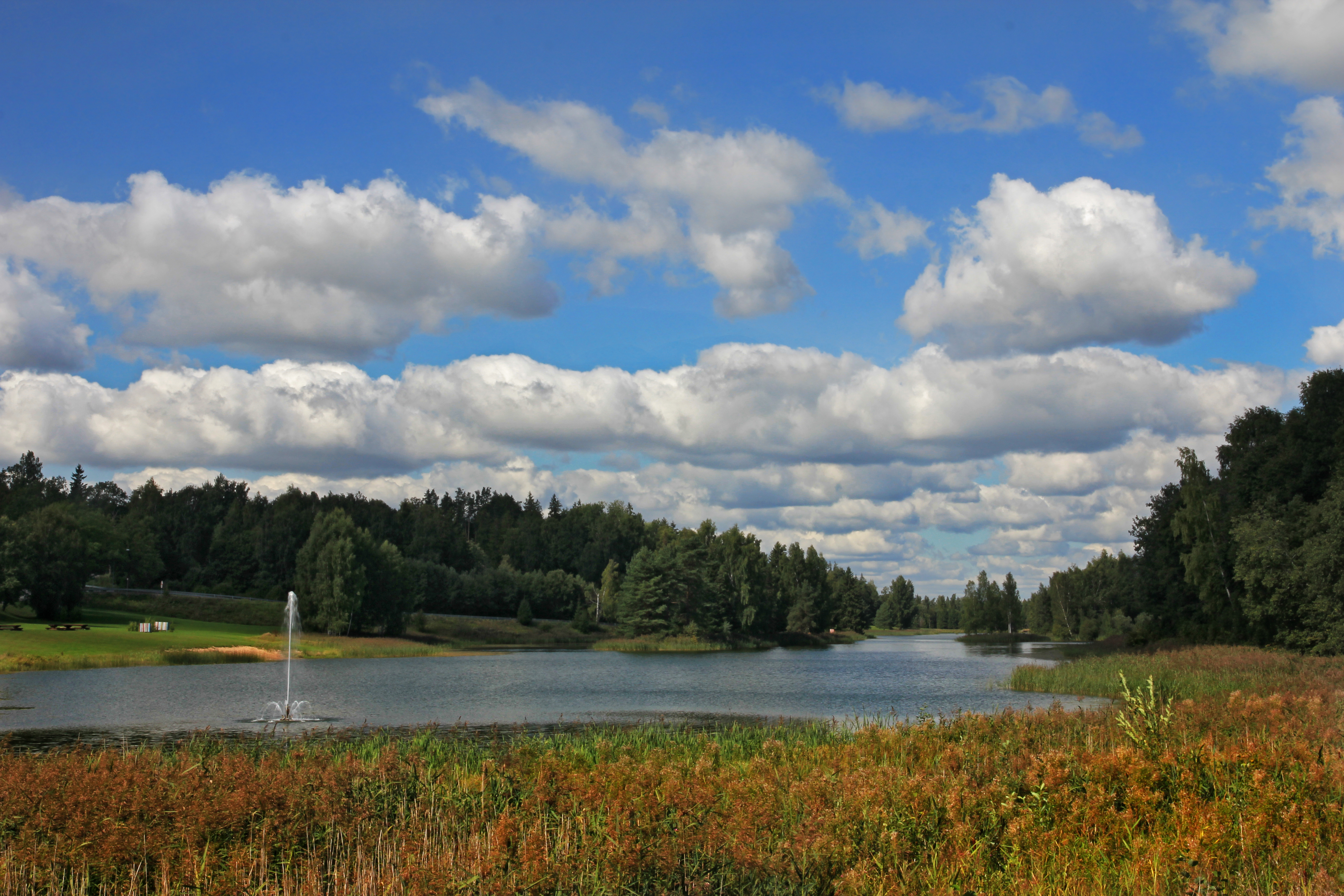
Водохранилище Каркси-Нуйа
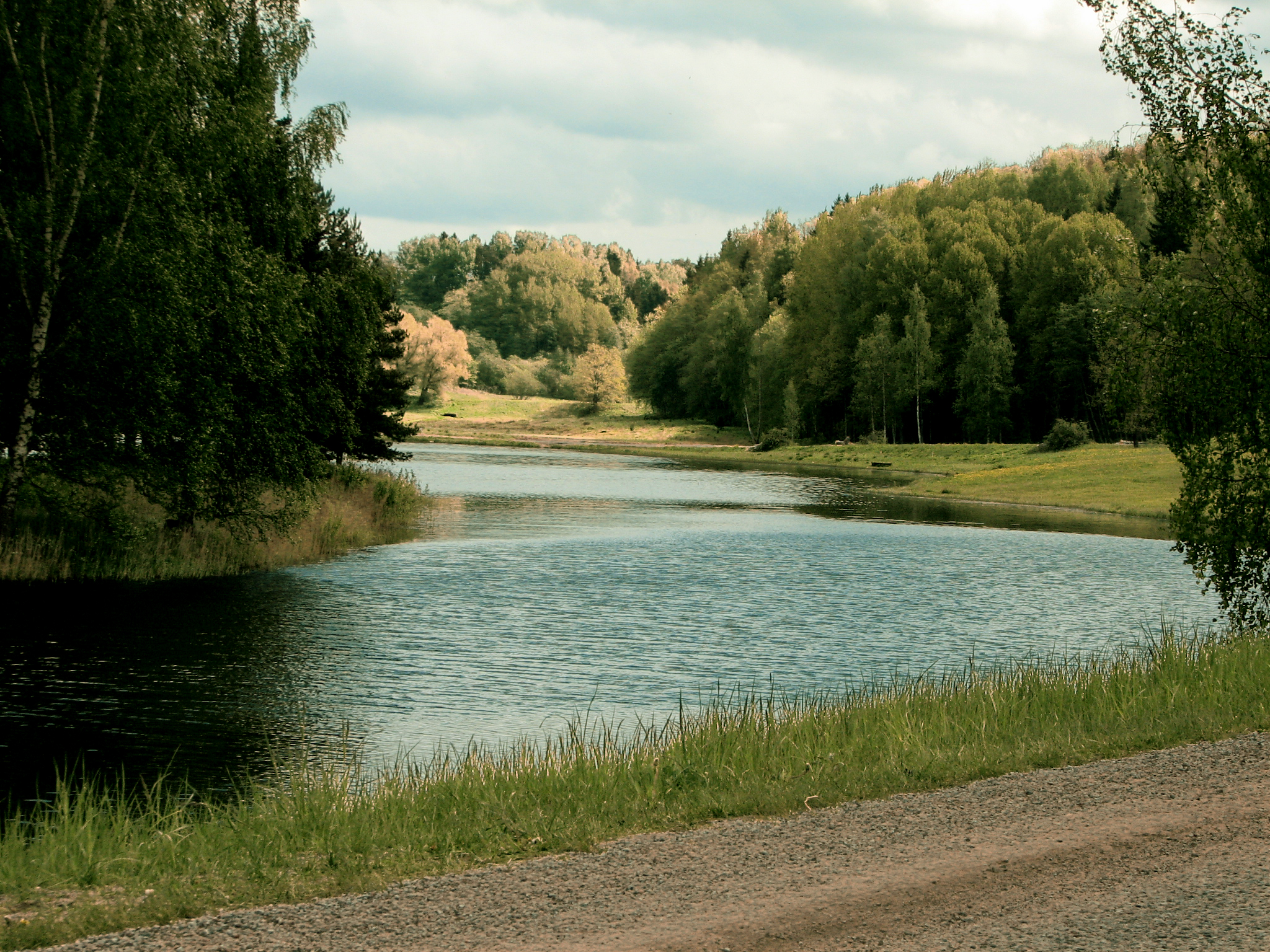
Водохранилище
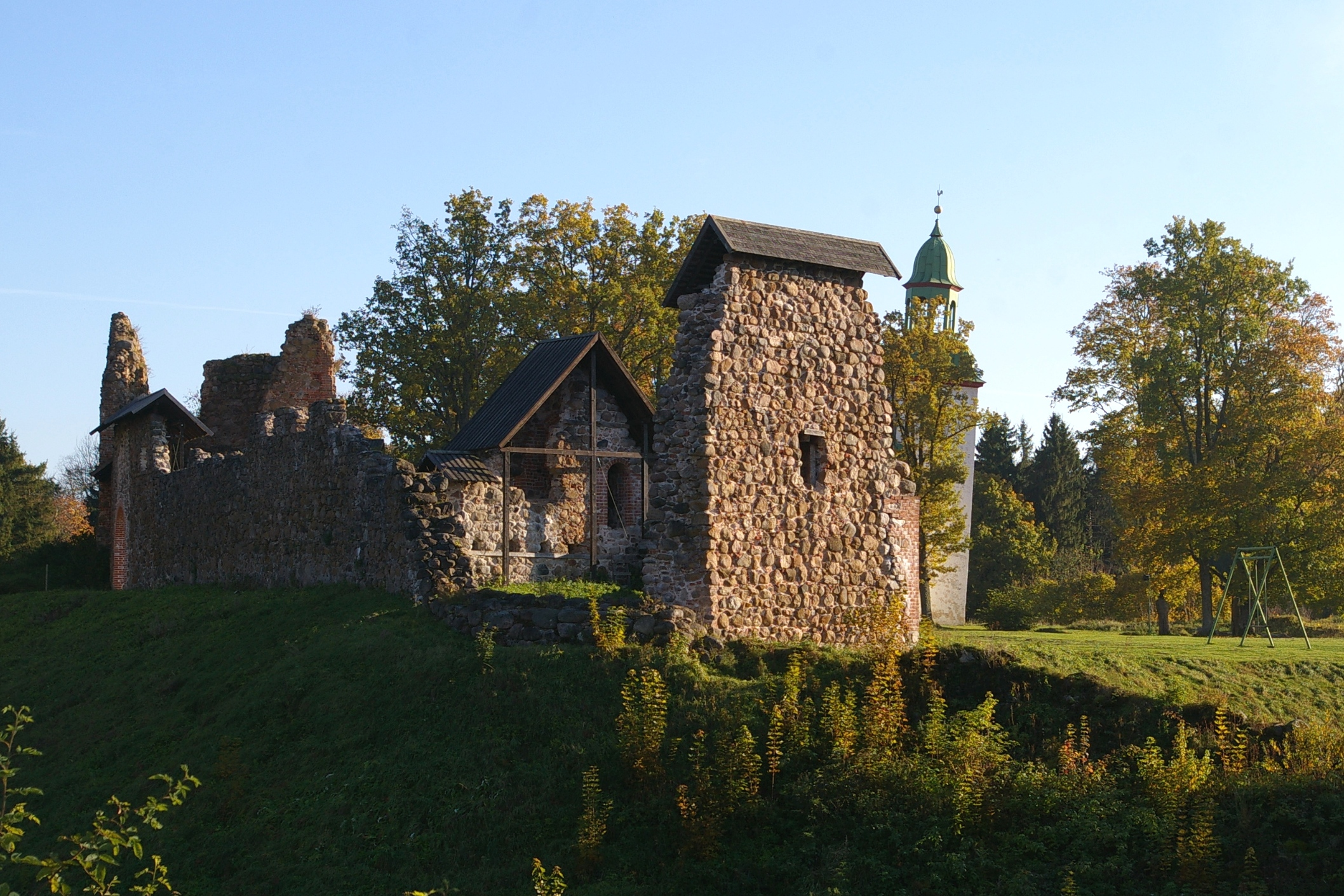
Руины замка Каркси
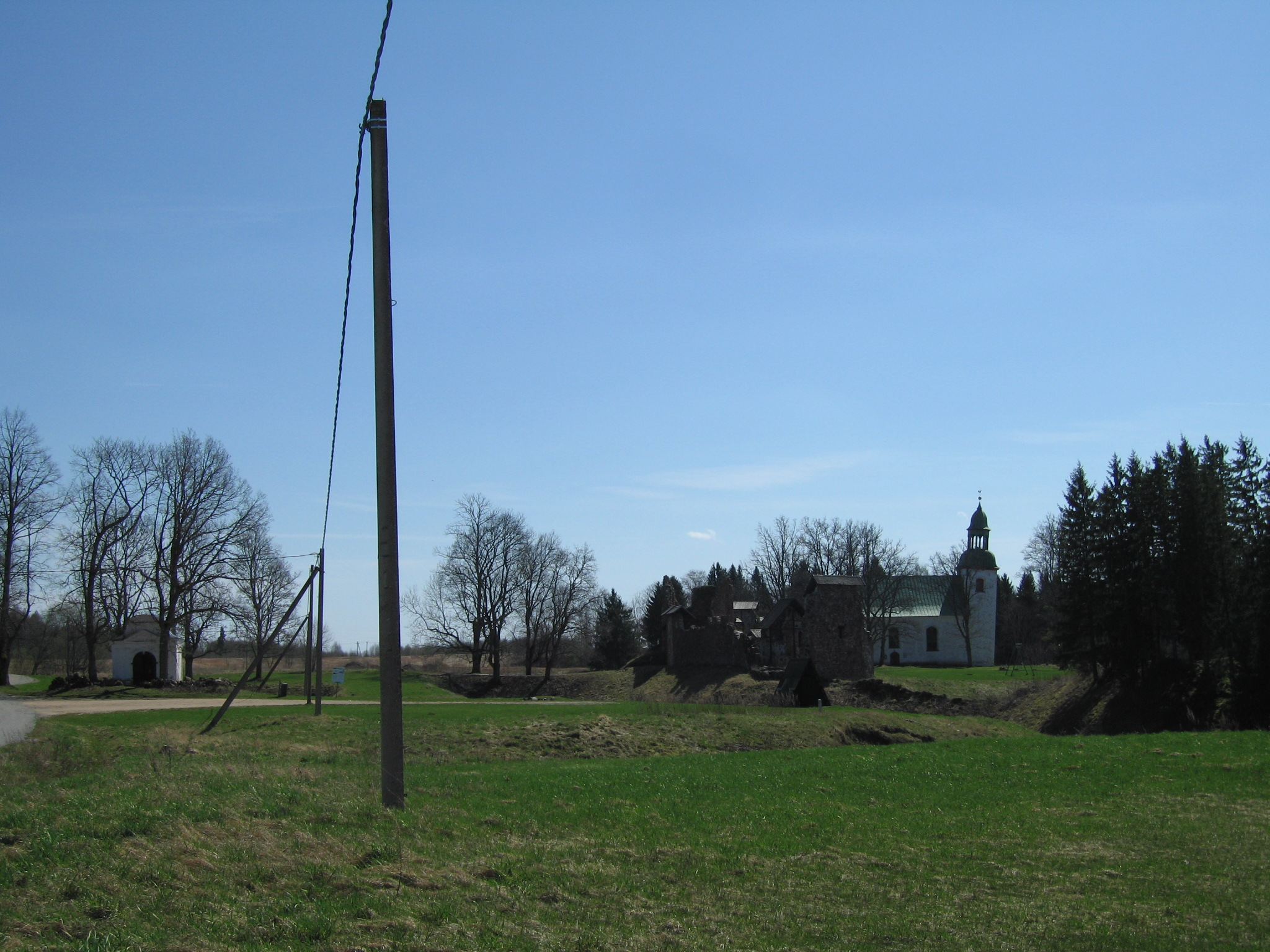
Городище Каркси и кладбище
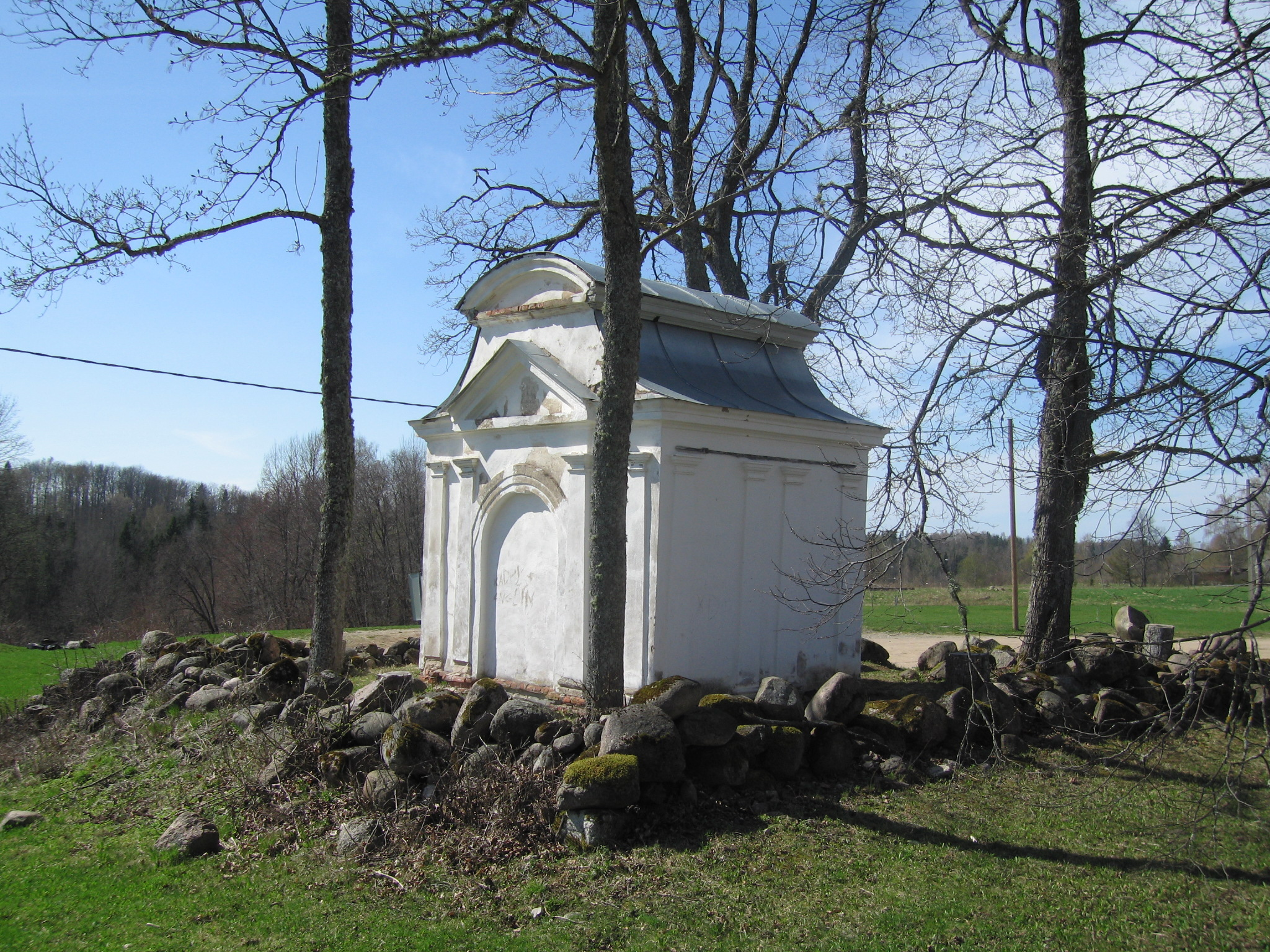
Кладбище мызы Каркси
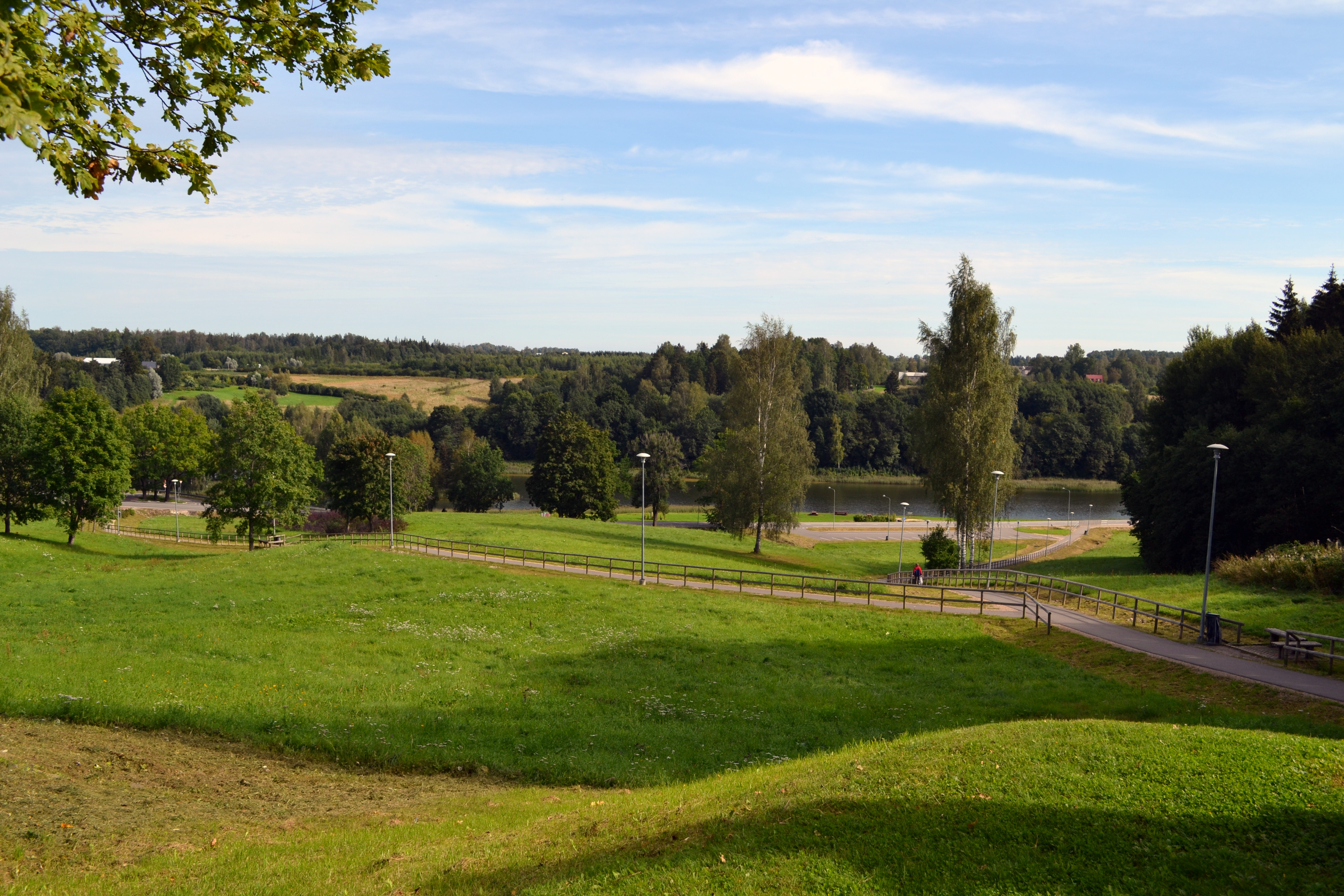
В парке
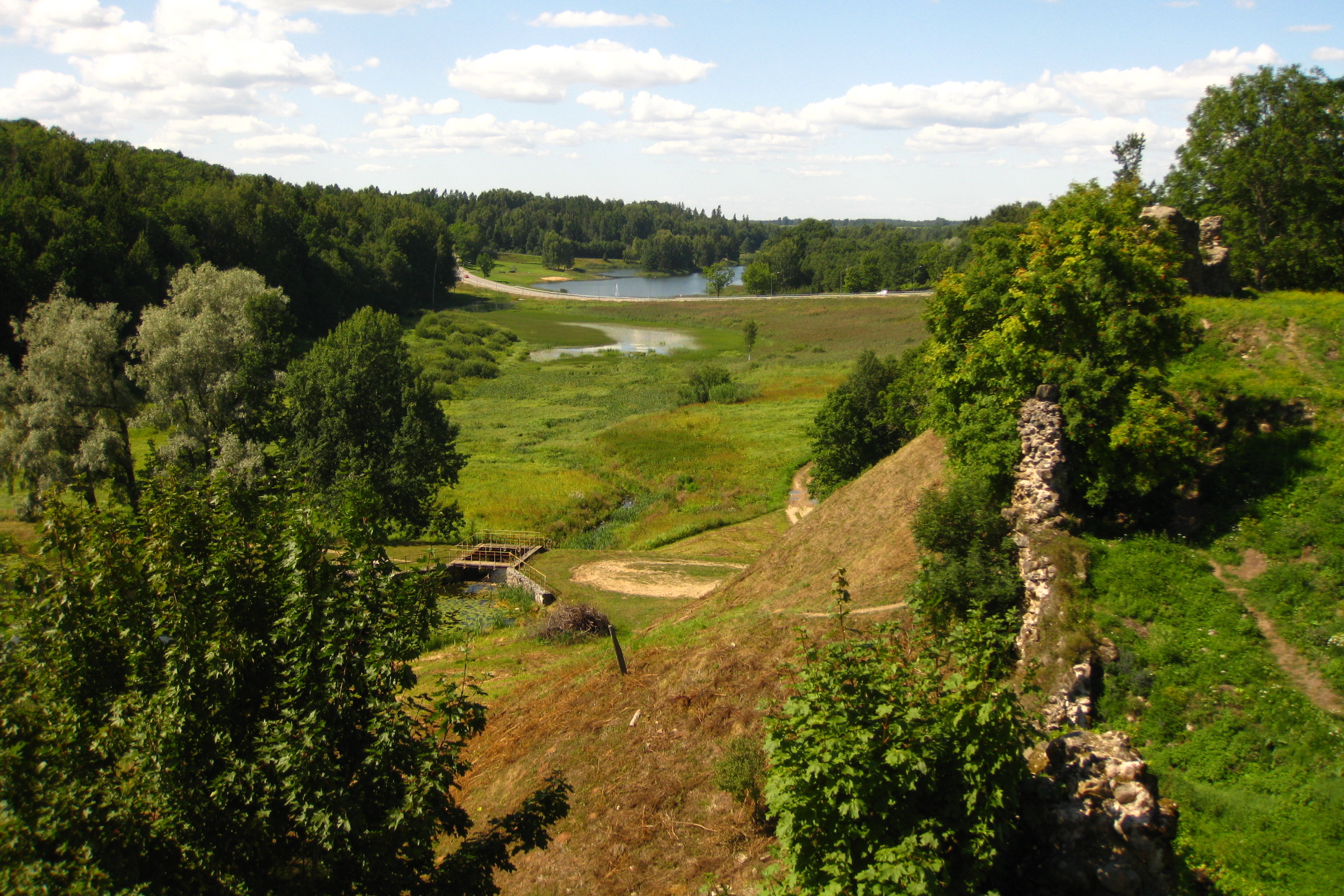
Долина Халлисте
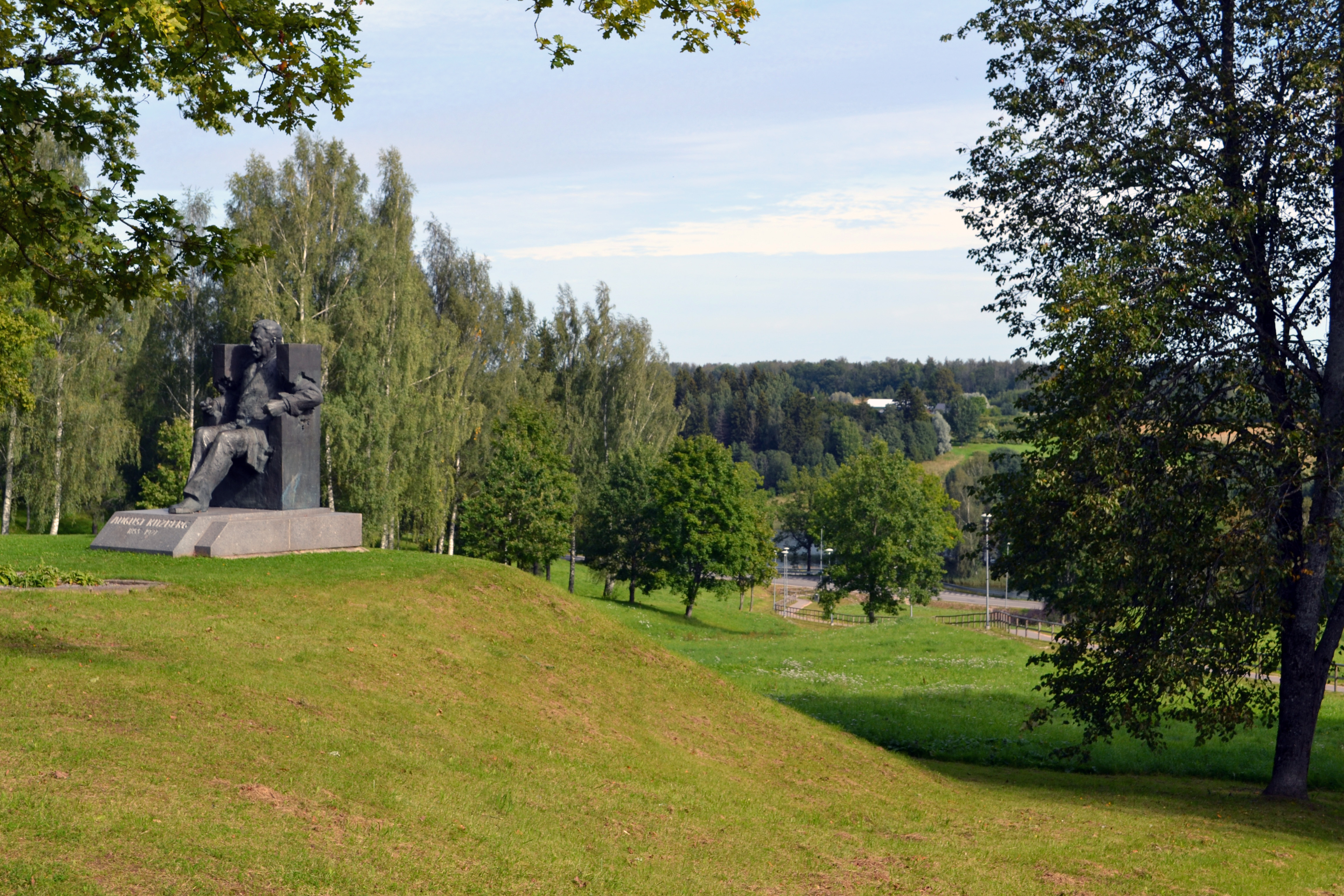
Памятник Августу Кицбергу

## Комментарии
1. ↑  Эстонские топонимы, оканчивающиеся на -а, не склоняются и не имеют женского рода (исключение — Нарва)[7].